# Жуков Роман Ваніфатієвич
Жуков Роман Ваніфатієвич (8.11.1924  — 24.08.1994) — радянський офіцер, учасник Радянсько-німецької війни, стрілець-снайпер 1-го батальйону 241-го гвардійського стрілецького полку 75-ї гвардійської стрілецької дивізії 30-го стрілецького корпусу 60-ї Армії Центрального фронту, Герой Радянського Союзу (17.10.1943), гвардії сержант, пізніше — гвардії капітан.

## Біографія
Народився 8 грудня 1924 року в с. Строкове, зараз Гаврилів-Ямський район, Ярославська область, РФ. Закінчив початкову школу і школу ФЗУ, працював на льнокомбінаті у м. Гаврилів-Ям.
Призваний до Червоної Армії у лютому 1942 року. З квітня 1943 року стрілець-снайпер 1-го батальйону 241-го гвардійського стрілецького полку 75-ї гвардійської стрілецької дивізії.
Р. В. Жуков особливо відзначився при форсуванні ріки Дніпро північніше Києва восени 1943 року, у боях при захопленні та утриманні плацдарму на правому березі Дніпра в районі сіл Глібівка та Ясногородка (Вишгородський район Київської області). Командир 241-го гвардійського стрілецького полку гвардії підполковник Бударін М. П. в наградному листі написав, що 23.09.1943 року Жуков у складі передової групи форсував ріку Дніпро під вогнем противника. Напвроздягненим вступив у бій і закріпився на правому березі. В обороні працював снайпером, постійно висуваючись попереду бойових порядків піхоти. Знищив 37 гітлерівців. 27.09.1943 року підібрася до станкового кулемету противника, який заважав просуванню піхоти, і знищив його гранатами разом із розрахунком. Постійно буває у розвідці, здобуваючи важливі дані.
Указом Президії Верховної Ради СРСР від 17 жовтня 1943 року за мужність і героїзм проявлені при форсуванні Дніпра і утриманні плацдарму гвардії сержанту Жукову Роману Ваніфатієвичу присвоєне звання Героя Радянського Союзу з врученням ордена Леніна і медалі «Золота Зірка».
В 1944 році був направлений на навчання до Пермського піхотного училища, яке закінчив у лютому 1945 року із присвоєнням звання лейтенант. Був направлений на Далекий Схід, брав участь у Радянсько-японській війні.
З 1956 року капітан Жуков у запасі. Жив у м. Гаврилів-Ям, працював на льнокомбінаті. У 1962 році був обраний головою міського комітету ДССААФ, був начальником штабу Цивільної оборони Гаврилів-Ямського району.
Помер 24 серпня 1994 року.

## Нагороди
- медаль «Золота Зірка» № 1556 Героя Радянського Союзу (17 жовтня 1943)
- Орден Леніна
- Орден Вітчизняної війни 1 ступеня
- Орден Червоної Зірки
- Медалі

## Пам'ять
- У навчальному центрі Сухопутних військ Збройних сил України «Десна» встановлено бюст Героя